# ТЕС Арун
ТЕС Арун — теплова електростанція на заході індонезійського острова Суматра.
В 2015 році на майданчику станції стали до ладу 19 генераторних установок на основі двигунів внутрішнього згоряння Wärtsilä 20V34SG загальною потужністю 184 МВт, які використовуються переважно в режимі покриття пікових навантажень.
Станція використовує природний газ, який надходить до регіону через термінал для імпорту ЗПГ Арун.
Видача продукції відбувається по ЛЕП, розрахованій на роботу під напругою 150 кВ.
Проєкт реалізували через компанію PT Wijaya Karya Persero, яка належить до багатопрофільного конгломерату PT Wika (можливо відзначити, що біч-о-біч розташований майданчик іншої пікової ТЕС Сумбагут-2 від державної компанії Perusahaan Listrik Negara).